# Oralia Domínguez
Pour les articles homonymes, voir Domínguez.
Oralia Dominguez (née le 25 octobre 1925 ou le 15 octobre 1927 à San Luis Potosí – morte le 25 novembre 2013 à Milan) est une artiste lyrique mezzo-soprano mexicaine.

## Biographie
Oralia Domínguez naît à San Luis Potosí, une localité du nord du Mexique.
Elle fait des études au Conservatoire national de musique du Mexique et travaille avec Carlos Chávez. Elle fait ses premières apparitions à l'opéra de Mexico en 1950.
L'année suivante, elle joue le rôle d'Amneris dans Aida au Palais des beaux-arts de Mexico aux côtés de Maria Callas, Mario Del Monaco et Giuseppe Taddei et sous la direction de Oliviero De Fabritiis.
Oralia Domínguez fait ses débuts en Europe en 1953 au Wigmore Hall. La même année, elle joue à La Scala ainsi qu'au Festival de Lucerne. Elle collabore avec des personnalités telles Victor de Sabata, Tullio Serafin, Igor Markevitch, Paul Kletzki et Herbert von Karajan. En 1955, elle joue au Covent Garden dans The Midsummer Marriage de Michael Tippett.
À la fin de la décennie, elle se produit au Festival de Glyndebourne.